# Akhmàtovo
Akhmàtovo (en rus: Ахматово) és un poble de la República de Mordòvia, a Rússia, segons el cens del 2010 tenia 196 habitants, pertany al municipi de Kirjemani.